# Bandera del estado Barinas
La bandera del Estado Barinas tiene las siguientes características. Las bandas: se presentan en número de tres, teniendo este rasgo múltiple significación; por una parte se escribe en la tradicional trinitaria del estandarte nacional venezolano y por la otra, concuerda con la demanda de tres colores derivados del simbolismo regional. Las tres bandas en orden ascendente reflejan la sabana, la inmensidad y el cielo, por lo tanto están representadas en el verde, el blanco y el azul celeste, en el orden anterior.El cuadrado bermejo, representa la historia regional evocando el pasado guerrero, ya que el rojo refleja el rostro ígneo y hermalógico de la generación que ofrendaron su vida en las luchas libertarias.La presencia del amarillo evoca el color emblema de la causa federal, para quien Barinas representó un bastión fundamental. El Sol es elemento primordial dentro de la simbología llanera y barinesa. Sus siete rayos representan las siete provincias de la Capitanía General de Venezuela, de la cual Barinas fue una provincia. La Pirámide Trunca revela la perspectiva plana de un camino hacia delante, en este caso hacia el Sol. La junción del sol y la Pirámide evoca la imagen de la espiga, lo cual trae al espíritu, la presencia de la tierra floreciendo y fructificando. La Palma deviene como símbolo representativo de la ecología simbólica de Barinas, rasgo que conserva amplia tradición en la literatura oral y escrita de la región. Los elementos del Símbolo Central; Sol, Camino y Palma, representan el desideratum de lo que tradicionalmente se ha llamado “Barinidad” y que se encuentra diáfanamente expresado en el Himno popular de la región: “Linda Barinas, tierra llanera Camino de Palma y Sol….”. Fue escrita por el cantautor Eladio Tarife, también conocido como 'La pluma de Oro Venezolana'.